# Audi S2
Der Audi S2 ist ein Fahrzeug des Herstellers Audi. Er wurde zwischen Herbst 1990 und Ende 1995 als Limousine, Avant und Coupé in insgesamt 9488 Exemplaren gebaut.
Das Coupé S2 ist der offizielle Nachfolger des Audi quattro.
Der Name wurde vom Rallyefahrzeug Audi Sport quattro S1/E2 abgeleitet. Der S2 ist serienmäßig mit dem permanenten Allradantrieb quattro ausgestattet.

## Coupé S2
Das Coupé S2 wurde in Zusammenarbeit mit der Konrad Schmidt Motorsport GmbH entwickelt, mit der man 1990 auch zusammen in der Deutschen Tourenwagen-Meisterschaft mit dem Audi V8 quattro DTM startete, und kam im September 1990 zum Basispreis von 72.450 DM auf den Markt. Es basiert auf dem Audi Coupé B3 und ist das Topmodell dieser Baureihe. Als dieses sollte es auch das Image des B3-Coupés verbessern, das sich bis dato deutlich schlechter verkaufte als sein Vorgänger Audi Coupé B2. Die Produktion des Audi Coupé S2 wurde im Dezember 1995 nach 7370 produzierten Fahrzeugen eingestellt.

## Avant S2 / Audi S2

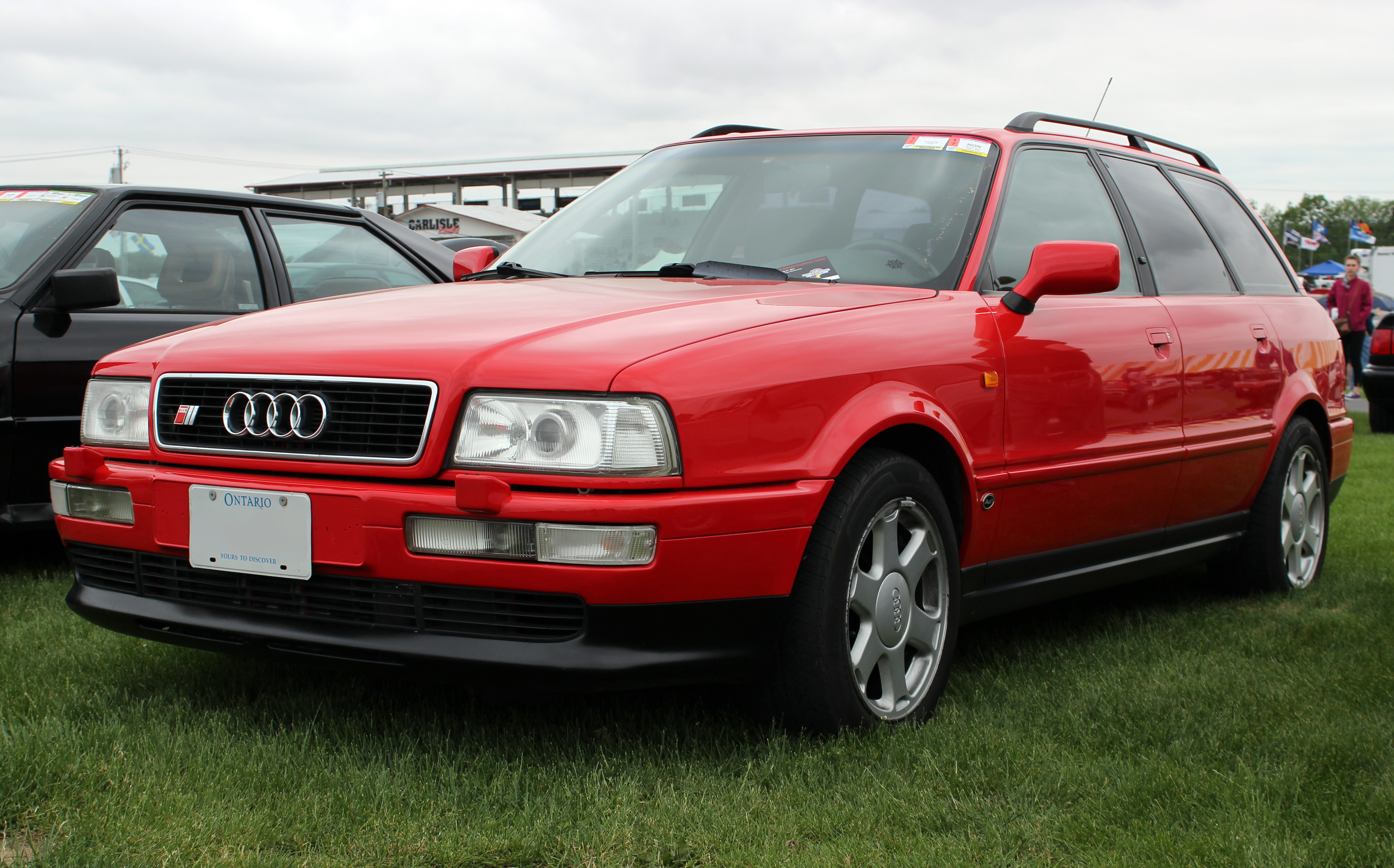
Audi Avant S2

Der Audi Avant S2 kam im Februar 1993 zum Grundpreis von 79.150 DM auf den Markt. Es folgte im Juli 1993 die Limousine, die unter dem Namen Audi S2 ab 76.650 DM verkauft wurde. Beide basieren auf dem Audi 80 B4. Der Avant S2 wurde von 1993 bis 1995 insgesamt 1812 Mal gebaut. In den Jahren 1993 und 1994 verließen insgesamt nur 306 Limousinen die Werkshallen. 1995 wurde die Limousine nicht mehr gebaut. Die Produktion des Avant S2 endete zusammen mit der des Audi 80 B4 im Jahr 1995.

### Karosserie
Die Karosserie des Coupé S2 orientiert sich weitgehend an der des Coupé B3. Neu gestaltet wurde die Frontpartie mit einer Motorhaube mit integriertem Kühlergrill, die ähnlich im Audi V8 debütierte. Damit nahm das S2-Coupé bereits 1990 die Optik für den neuen Audi 80 B4, der 1991 auf den Markt kam, vorweg. Limousine und Avant orientieren sich optisch an deren Standardversionen des Audi 80 B4. Alle S2-Versionen erhielten eine Frontschürze mit integriertem Frontspoiler sowie eine leicht überarbeitete Heckschürze. Die S2-Embleme am Frontgrill sowie am Heck des Fahrzeugs geben den S2 außerdem zu erkennen.

### Ausstattung
Zur Serienausstattung gehört unter anderem das Sicherheitssystem Procon-ten sowie ABS, eine Scheinwerferreinigungsanlage, eine Zentralverriegelung und elektrische Fensterheber. Im Inneren sind Sportsitze und ein Dreispeichen-Sportlenkrad mit eingearbeitetem S2-Emblem verbaut. Zusätzlich finden sich in der Mittelkonsole drei Zusatzinstrumente, auf denen sich Öltemperatur, Öldruck und die Bordnetzspannung ablesen lassen. Diese Instrumente waren bei den Audi S2 in hellgrau hinterlegt.

### Motor
Der Motor des Coupé S2 (MKB: 3B) ist vom Triebwerk des zuletzt gebauten Audi quattro 20V abgeleitet (MKB: RR) und wurde auch im Audi 200 quattro 20V verbaut. Er leistet zunächst 162 kW (220 PS). Aufgrund der Raumverhältnisse der B3-Coupé-Karosserie musste die Motor-Peripherie jedoch angepasst werden. So wurden der Ansaug- und Abgastrakt neu entwickelt und die Luftführung des Ölkühlers wurde geändert. Das Fahrzeug ist mit zwei Lambdasonde-geregelten Katalysatoren ausgestattet und erfüllt damit die Abgasnorm Euro 1. Des Weiteren passt sich das vollelektronische Motormanagement während der gesamten Motorlaufzeit selbstständig den Betriebsbedingungen an.
1992 wurde das Coupé S2 einer Modellpflege unterzogen. So wurde nun der Motor (MKB: ABY) (abgeleitet vom AAN-Motor aus dem Audi S4) eingesetzt. Dieser leistet 169 kW (230 PS) und hat ein Drehmoment von 350 Nm. Kurzzeitig liegt mit einer Overboost-Funktion ein Drehmoment von 380 Nm an. Außerdem unterscheidet sich die Zündanlage (Einzelzündung) sowie die Ladedruckregelung vom bisher eingesetzten Motor. Das Fünfgang-Schaltgetriebe wurde durch ein Sechsgang-Schaltgetriebe ersetzt, bei dem der letzte Gang allerdings nicht länger übersetzt ist, als der des Fünfgang-Derivats. Diesen Motor nutzen seit deren Markteinführung 1993 auch Avant und Limousine.
Der ABY-Motor ist eine überarbeitete Version des 3B-Motors. Der Rumpfmotor ist im Allgemeinen gleich geblieben. Neben dem fehlenden Overboost des ABY besitzt der 3B einen mechanischen Zündverteiler (ABY: Einzelzündung) und der Unterboden wurde für die Katalysatoren angepasst, wodurch der Fahrersitz verändert werden musste.
| Modell                                                            | S2                                           | S2                                           | S2                                           | S2                                           |
| ----------------------------------------------------------------- | -------------------------------------------- | -------------------------------------------- | -------------------------------------------- | -------------------------------------------- |
| Produktionszeitraum                                               | 09/1990–09/1992                              | 09/1990–09/1992                              | 10/1992–12/1995                              | 10/1992–12/1995                              |
| Motorkennbuchstabe                                                | 3B                                           | 3B                                           | ABY                                          | ABY                                          |
| Hubraum                                                           | 2226 cm³                                     | 2226 cm³                                     | 2226 cm³                                     | 2226 cm³                                     |
| Bohrung × Hub                                                     | 81,0 × 86,4 mm                               | 81,0 × 86,4 mm                               | 81,0 × 86,4 mm                               | 81,0 × 86,4 mm                               |
| Zylinder/Bauart                                                   | Fünfzylinder-Reihen-Motor mit Turboaufladung | Fünfzylinder-Reihen-Motor mit Turboaufladung | Fünfzylinder-Reihen-Motor mit Turboaufladung | Fünfzylinder-Reihen-Motor mit Turboaufladung |
| Ventile                                                           | 20                                           | 20                                           | 20                                           | 20                                           |
| Max. Leistung bei min−1                                           | 162 kW (220 PS)/5900                         | 162 kW (220 PS)/5900                         | 169 kW (230 PS)/5900                         | 169 kW (230 PS)/5900                         |
| Getriebe                                                          | 5-Gang Schaltgetriebe                        | 5-Gang Schaltgetriebe                        | 6-Gang Schaltgetriebe                        | 6-Gang Schaltgetriebe                        |
| Max. Drehmoment bei min−1                                         | 309 Nm/1950                                  | 309 Nm/1950                                  | 350 Nm/1950                                  | 350 Nm/1950                                  |
| 0 auf 100 km/h (Avant)                                            | 6,1 s                                        | 6,1 s                                        | 5,9 s (6,2s)                                 | 5,9 s (6,2s)                                 |
| Höchstgeschwindigkeit (km/h) (Avant)                              | 248 (246)                                    | 248 (246)                                    | 248 (246)                                    | 248 (246)                                    |
| Kraftstoffverbrauch (nach EWG-Richtlinie, kombiniert in l/100 km) | 10,1 Super bleifrei 95/ROZ                   | 10,1 Super bleifrei 95/ROZ                   | 10,1 Super bleifrei 95/ROZ                   | 10,1 Super bleifrei 95/ROZ                   |
| Ladedruck                                                         | 0,82 bar Überdruck                           | 0,82 bar Überdruck                           | 1,15 bar Überdruck                           | 1,15 bar Überdruck                           |
| Besonderheiten                                                    | nur im Coupé S2                              | nur im Coupé S2                              | Overboost (380 Nm)                           | Overboost (380 Nm)                           |